# Джалгизтобе
Джалгизтобе — одиночная гора в Чуйской степи, административно расположена в Кош-Агачском районе Республики Алтай России.

## Этимология
Выводится от алт. Јангыс — один, одинокий, единственный и Тӧбӧ — макушка головы, темя, что в алтайской топонимике часто означает вершину горы, небольшое возвышение. Јангыс-Тӧбӧ — одинокий холм, возвышенность.

## Описание
Одиночный холм, расположенный примерно в 10-ти километрах от районного центра села Кош-Агач. Известен как местонахождение петроглифов самых разных эпох. От древних рисунков бронзового века, до этнографической современности. В литературе описана средневековая руническая надпись.

## Галерея

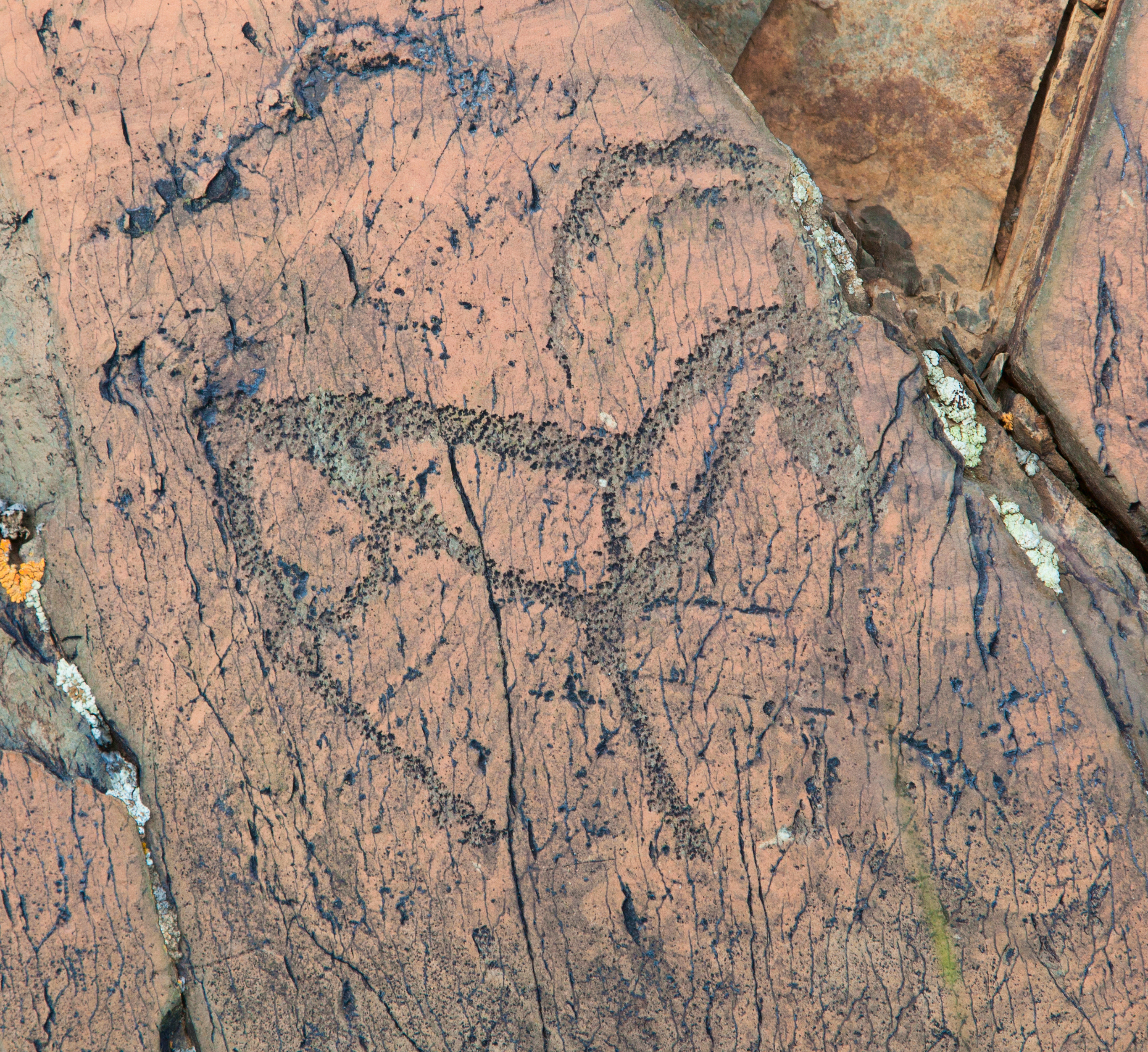
Горный козел
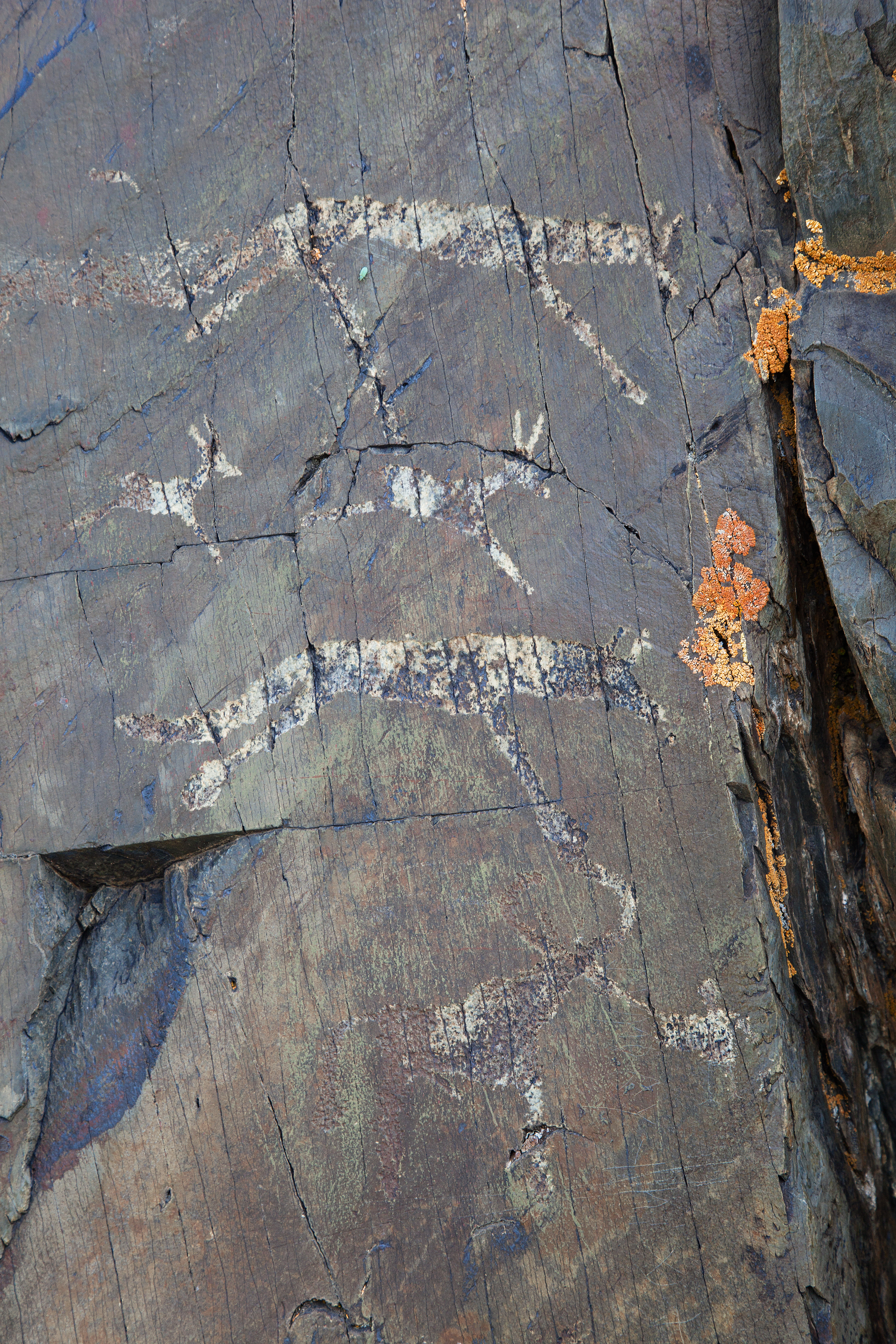
Тюркские волки и руническая надпись
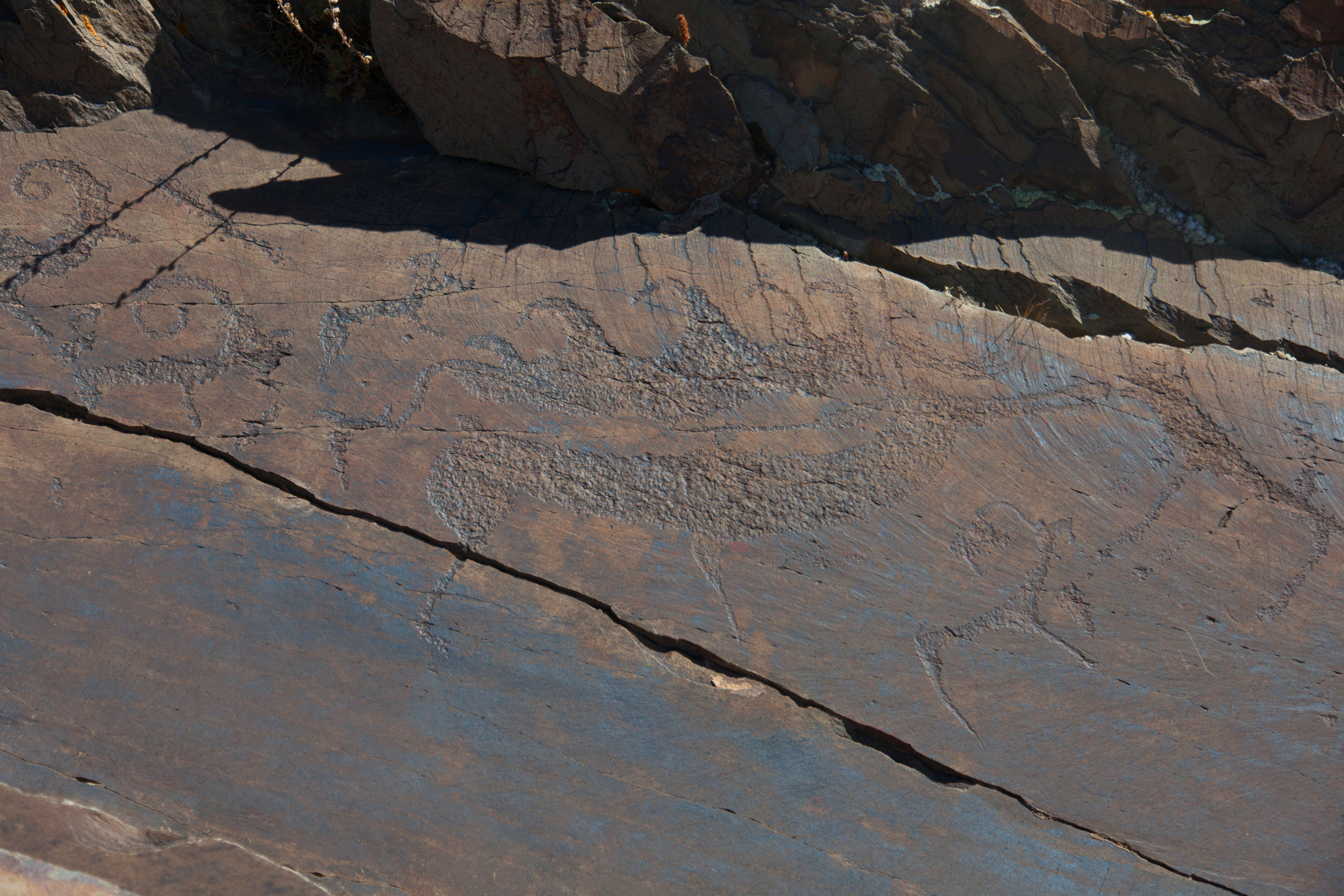
Монголо-забайкальский стиль
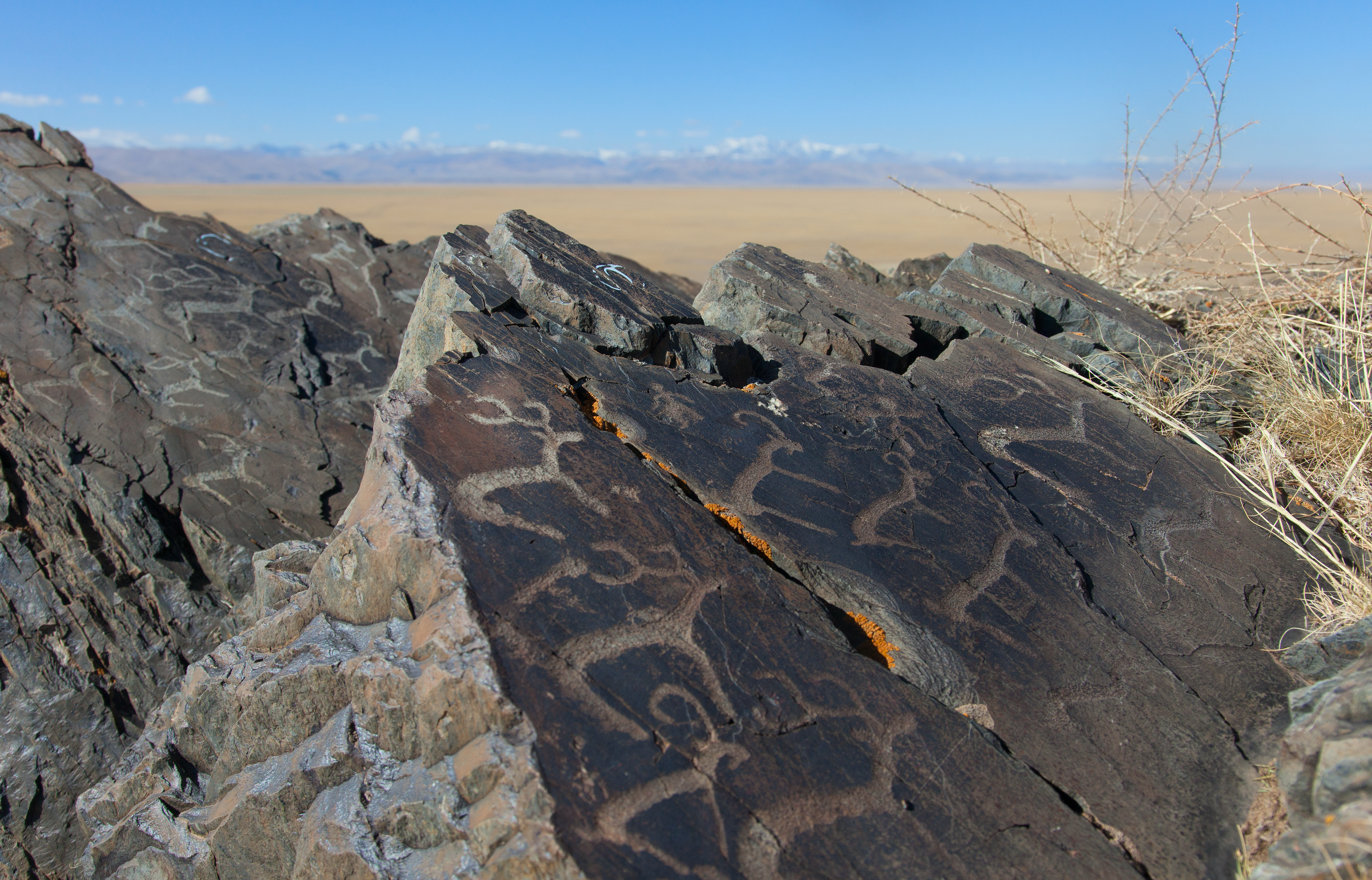
Петроглифы скифского времени
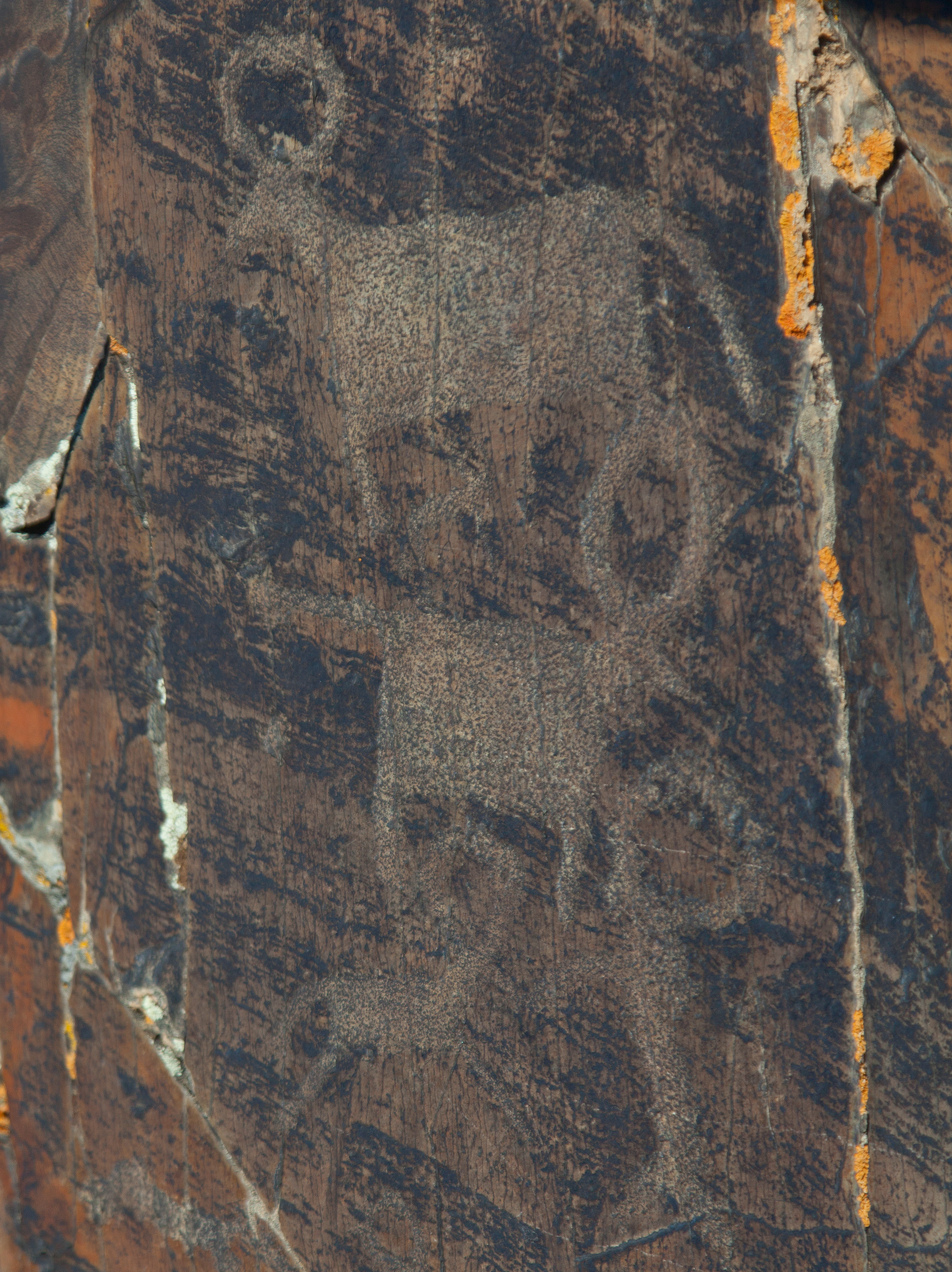
Петроглифы эпохи бронзы
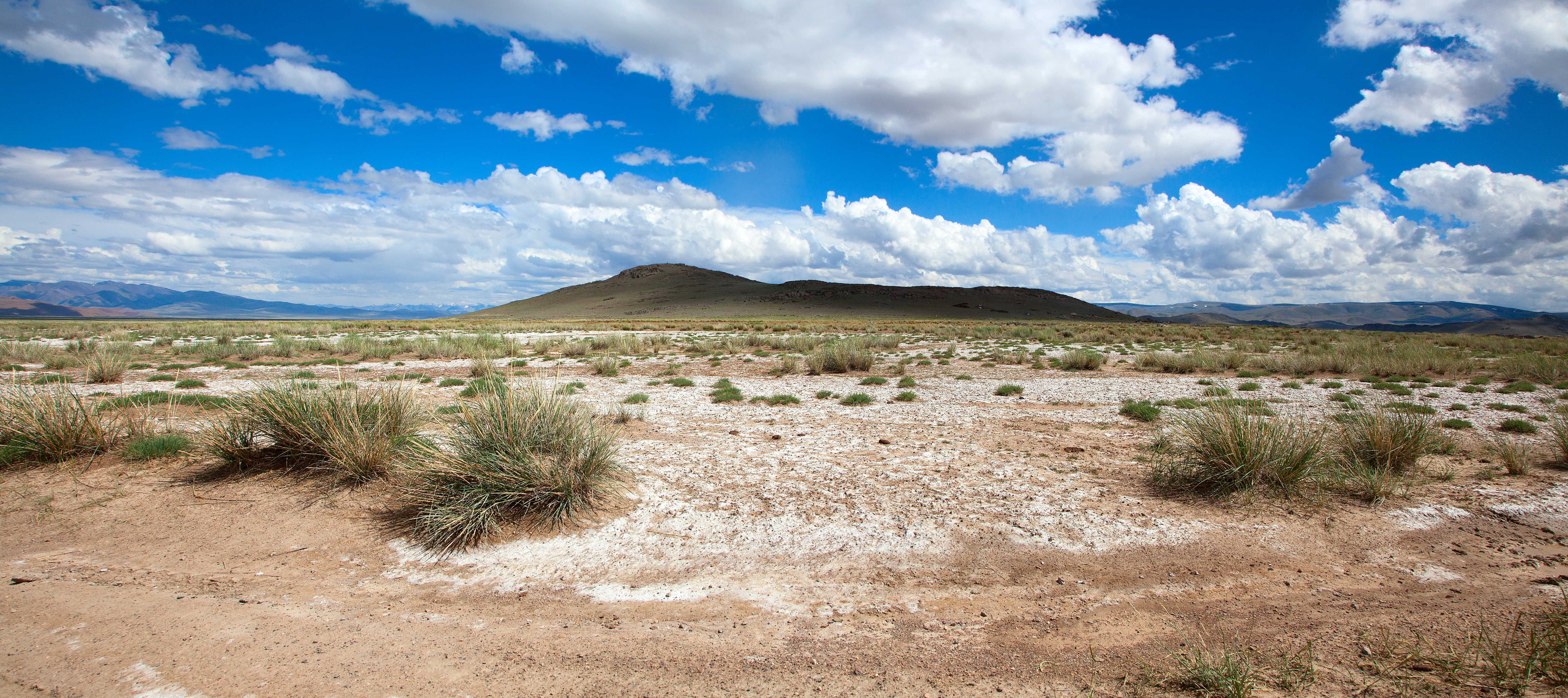
Вид из Чуйской степи